# Château de Ternay
Le château de Ternay est un édifice situé sur le territoire de la commune de Ternay dans le département français de la Vienne, en région Nouvelle-Aquitaine.

## Historique
Le château et sa chapelle furent construits au XVe siècle par Bertrand de Beauvau, premier vassal du roi de France Charles VII.
Le chantier débuta en 1439 et dura treize ans. Bertrand de Beauvau fit venir à Ternay des artistes vénitiens qui sculptèrent les décors de la chapelle.
À sa mort en 1474, à l'âge de 93 ans, c'est son petit-fils qui hérite du château, tous ses fils étant morts avant lui.
En 1574, Claude de Beauvau qui est protestant, assassine son voisin Jacques d'Arsac, catholique. Après vingt-quatre ans de procès, la veuve de Jacques d'Arsac obtient la condamnation à mort par contumace de Claude de Beauvau, et la confiscation de tous ses biens. Le château passe donc dans les mains des d'Arsac en 1606. À la fin du XVIIe siècle, les châtelains entreprennent des travaux importants au château : construction d'un corps de bâtiment avec combles mansardés.
En 1792, le château est vendu comme bien national, puis racheté en 1804 par Marie-Adélaïde Cantineau de Commacre, veuve de Gabriel d'Arsac, ancien marquis de Ternay, député de la noblesse, mort en 1796. Leur fils unique, Charles-Gabriel, étant mort au Portugal en 1813, le château est donné à Charles Marie d'Aviau de Piolant. Le nouveau châtelain entreprend d'importants travaux en 1864 : construction des écuries, destruction de la muraille et comblement du fossé, modification des ailes ouest, nord et sud. Le château actuel a l'aspect de celui de 1880.

## AuxXXeetXXIesiècles
Après une inscription partielle le 22 juin 1972 du donjon de la tour ronde et de la chapelle, les écuries et leurs stalles édifiées au XIXe siècle sont inscrites le 22 juin 1994. Toute l'aile orientale du château (donjon, tour et chapelle) ainsi que les cuisines de l'aile nord sont classées monument historique le 12 avril 1996. Un nouvel arrêté d'inscription du 2 mai 2023 concerne l'ensemble du château à l'exception des parties classées et se substitue à celui de 1994. Par arrêté no 37 en date du 17 décembre 2024 sont classés au titre des monuments Historiques, en totalité, le château de Ternay et ses écuries, ainsi que la parcelle no 1296, d'une contenance de 99 a 55 ca, figurant à la section C du cadastre de la commune de Ternay[réf. nécessaire].
Le château est habité et en partie aménagé en chambres d'hôtes et les écuries en gîte rural pouvant accueillir 10 personnes. Le château est la propriété de la famille d'Aviau de Ternay. Une pièce du rez-de-chaussée est ornée de deux tapisseries d'Aubusson, en place depuis la fin du XVIIe siècle, tandis qu'une autre conserve son décor d'origine des années 1880 (mobilier, plafond à caissons, boiseries, cheminée) ainsi que de nombreux portraits de famille.

## Galerie

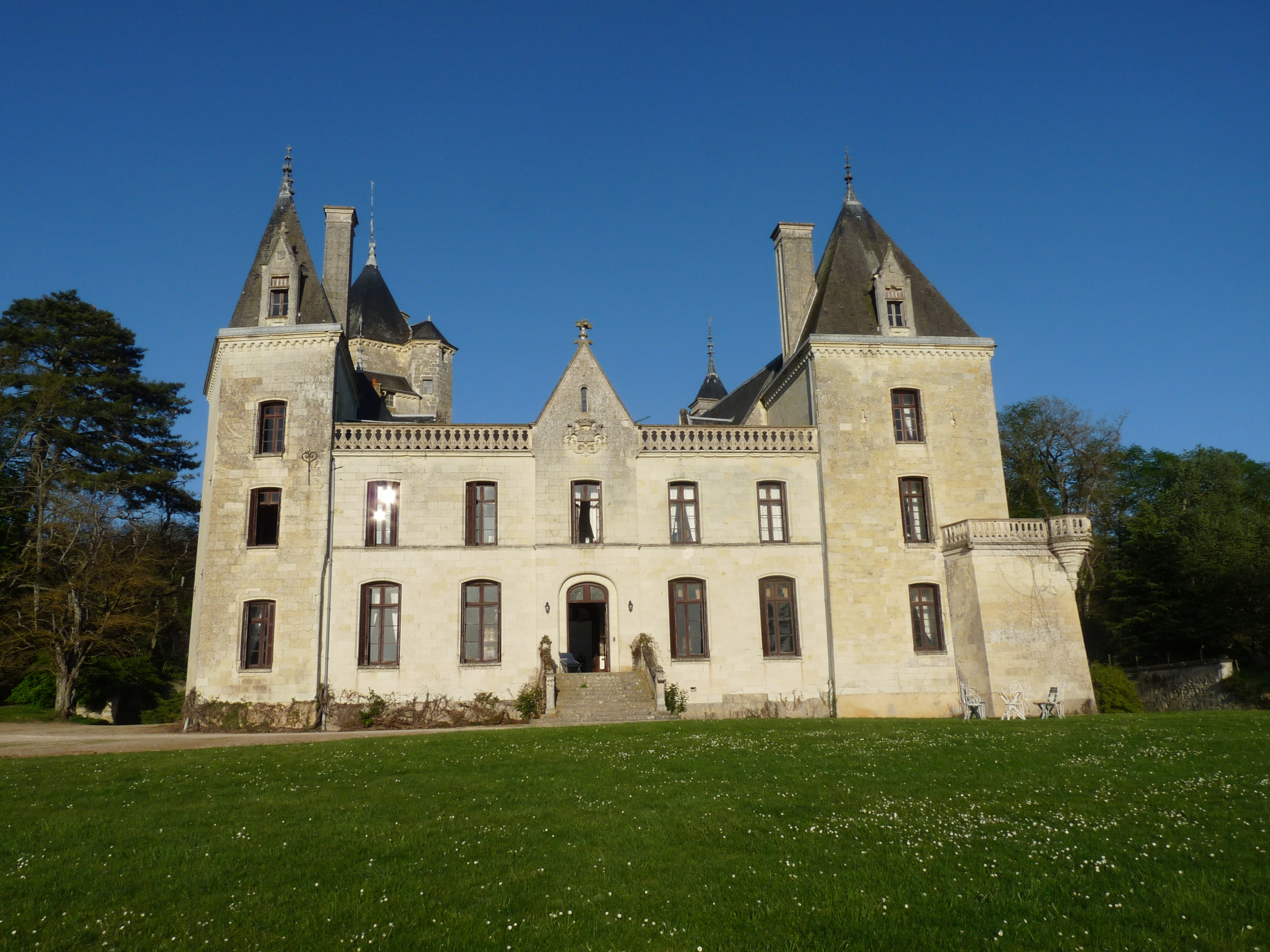
La façade du château.
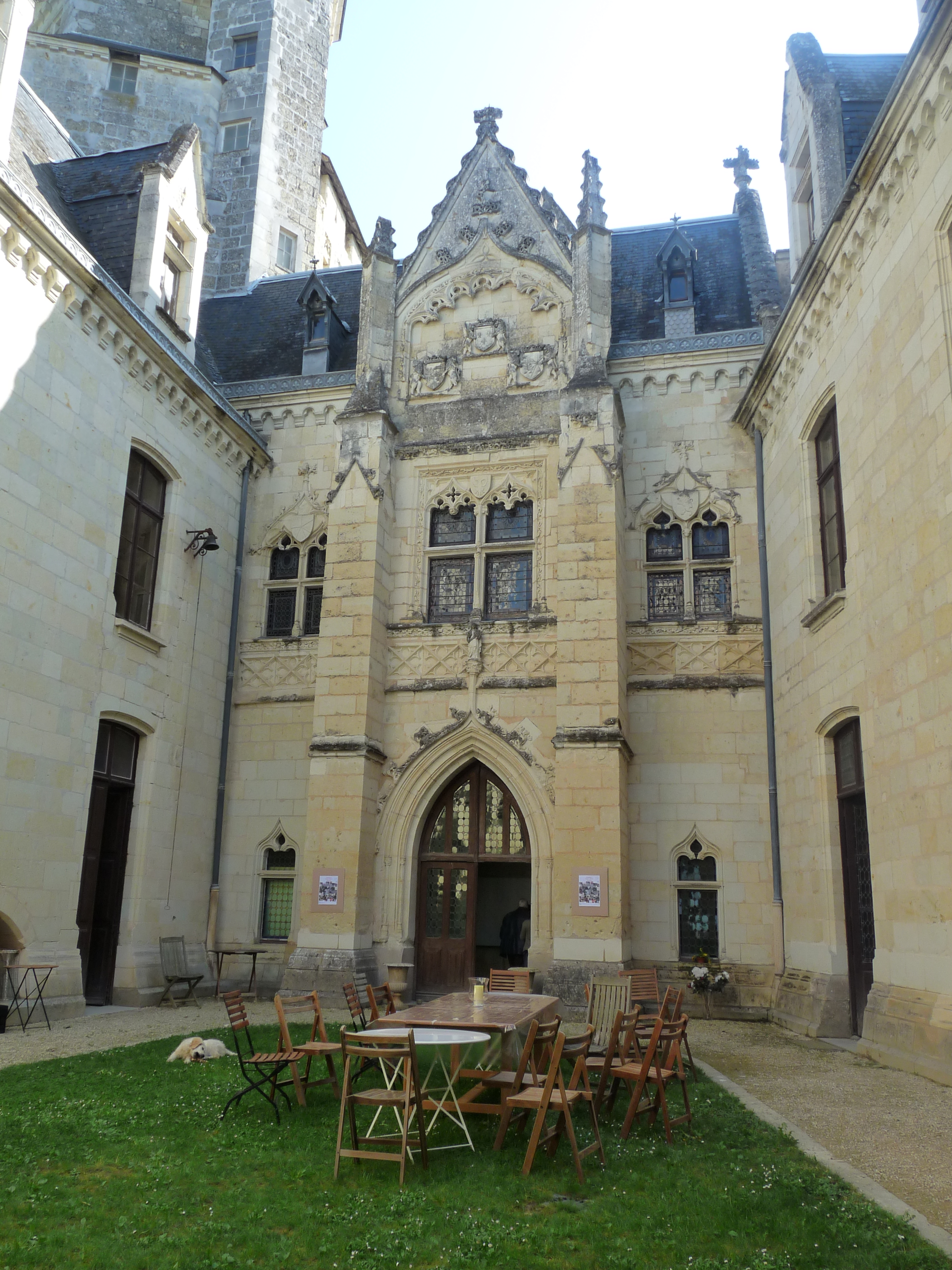
La cour intérieure.
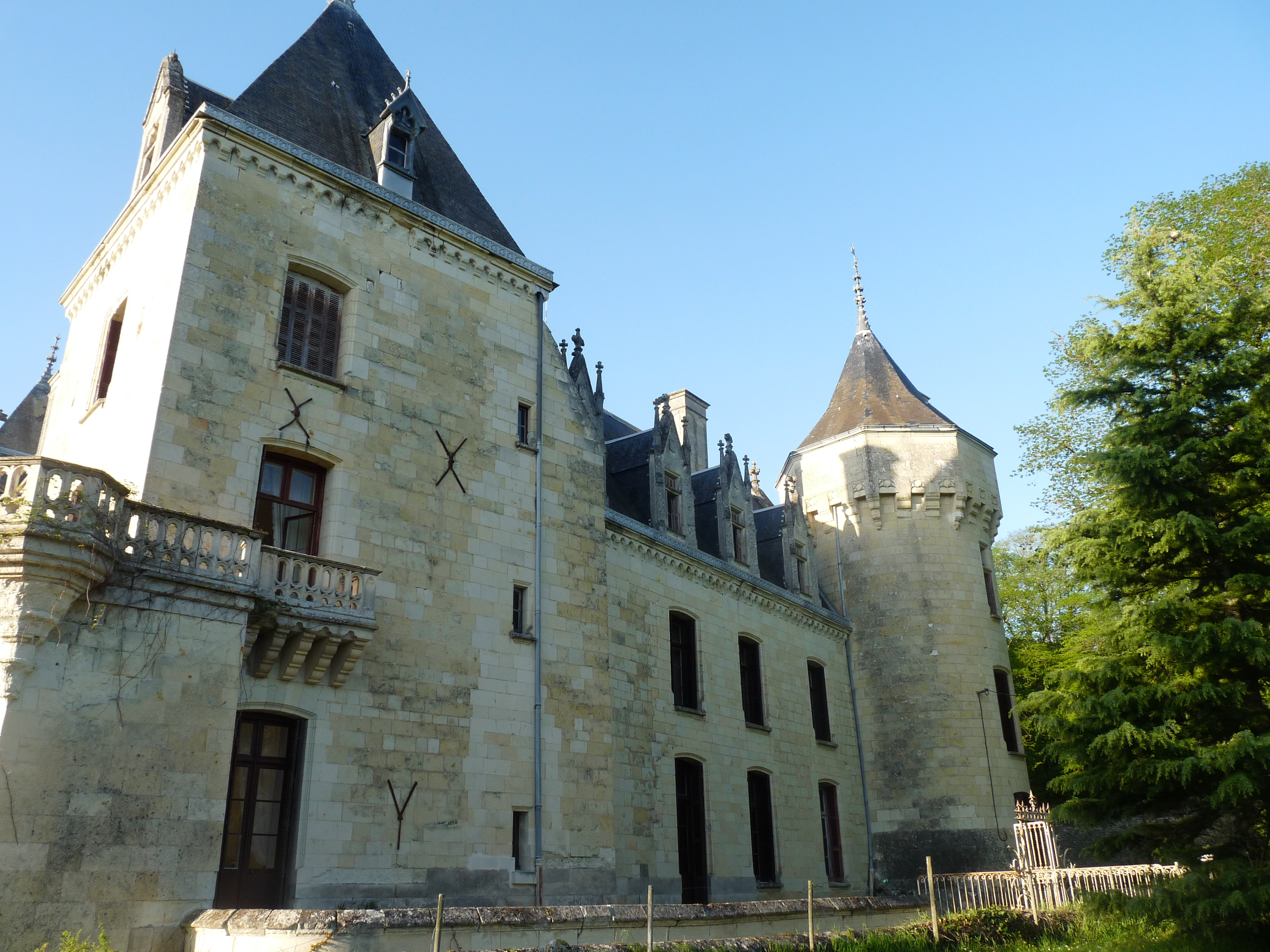
La façade arrière.
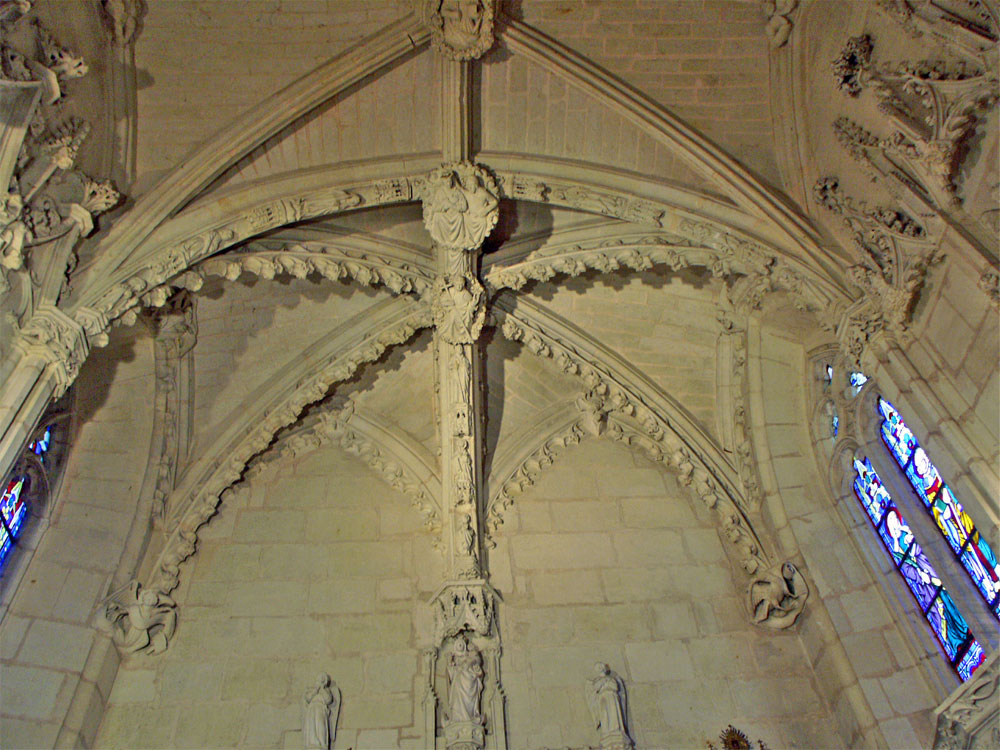
La voûte de la chapelle.
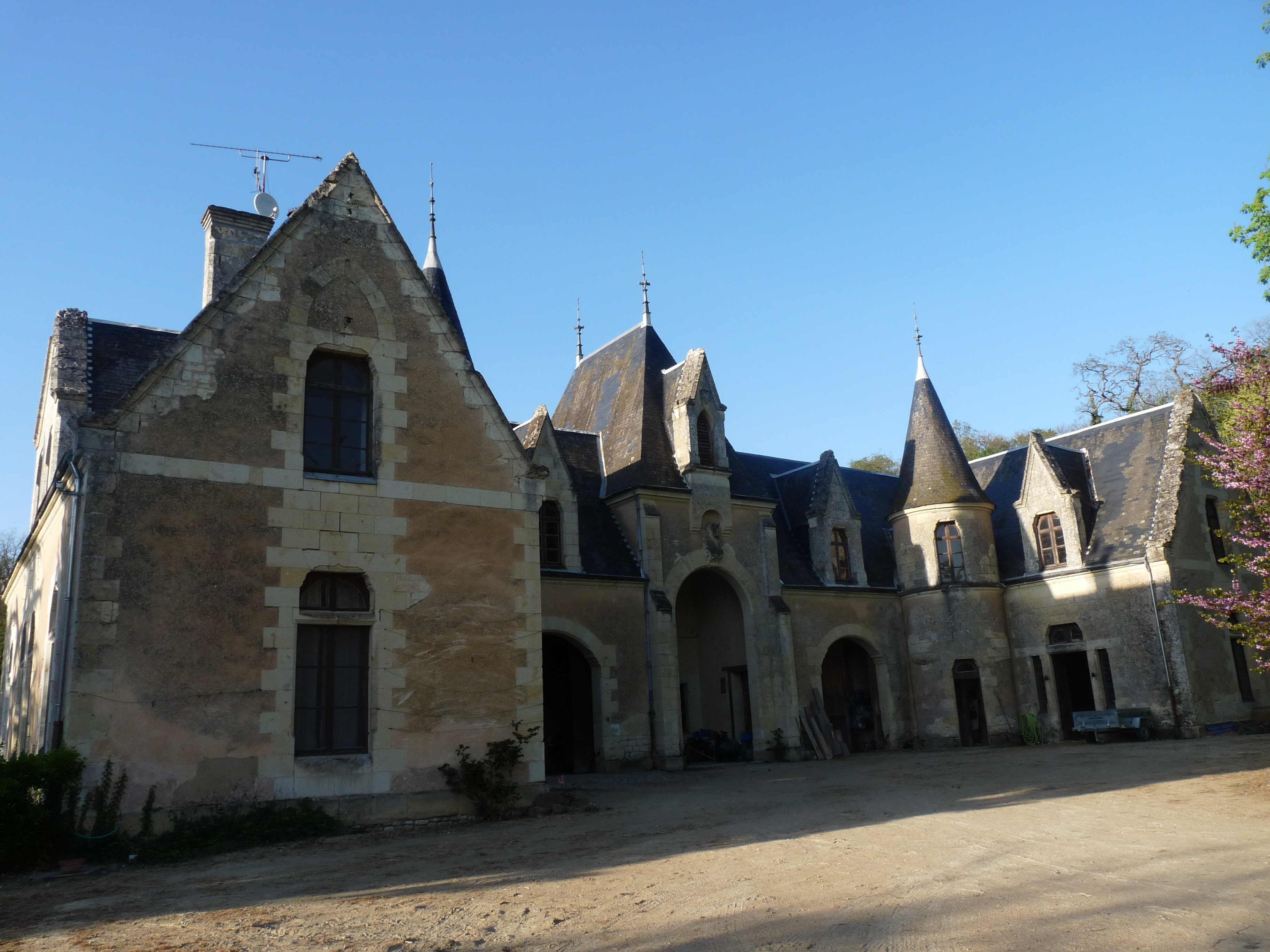
Les écuries du château.
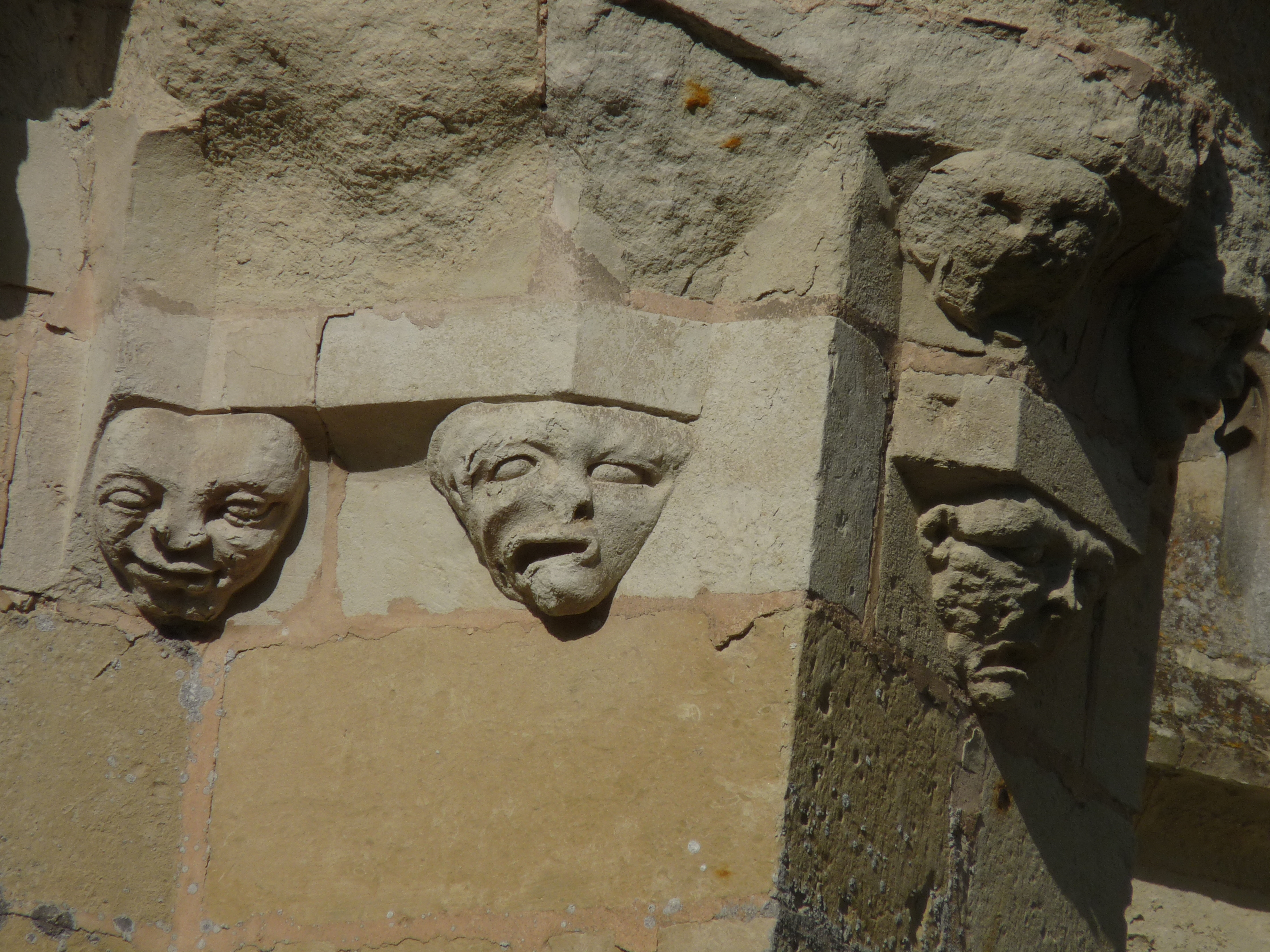
Détail de la façade arrière.
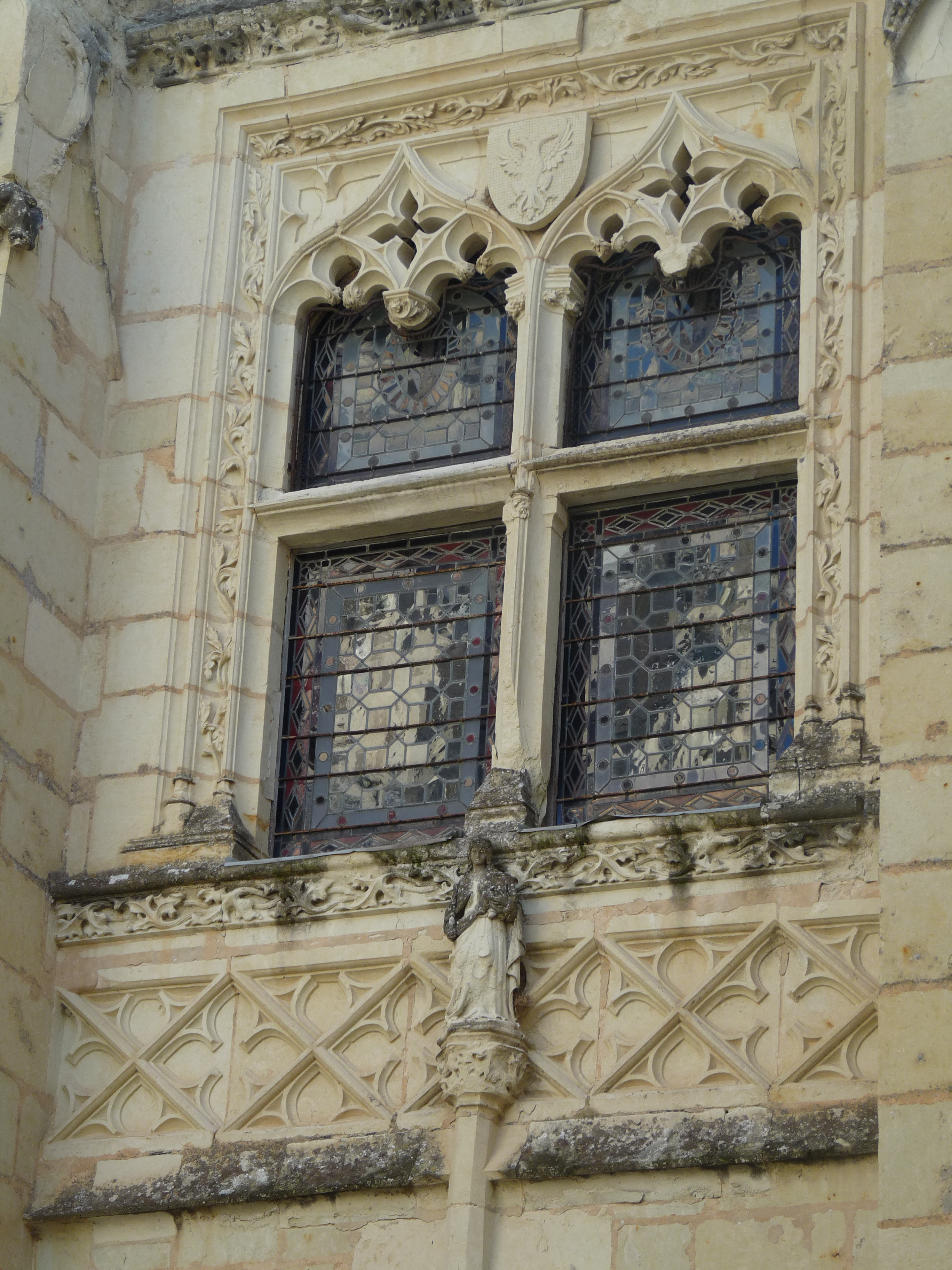
Fenêtre à meneaux de la cour intérieure.
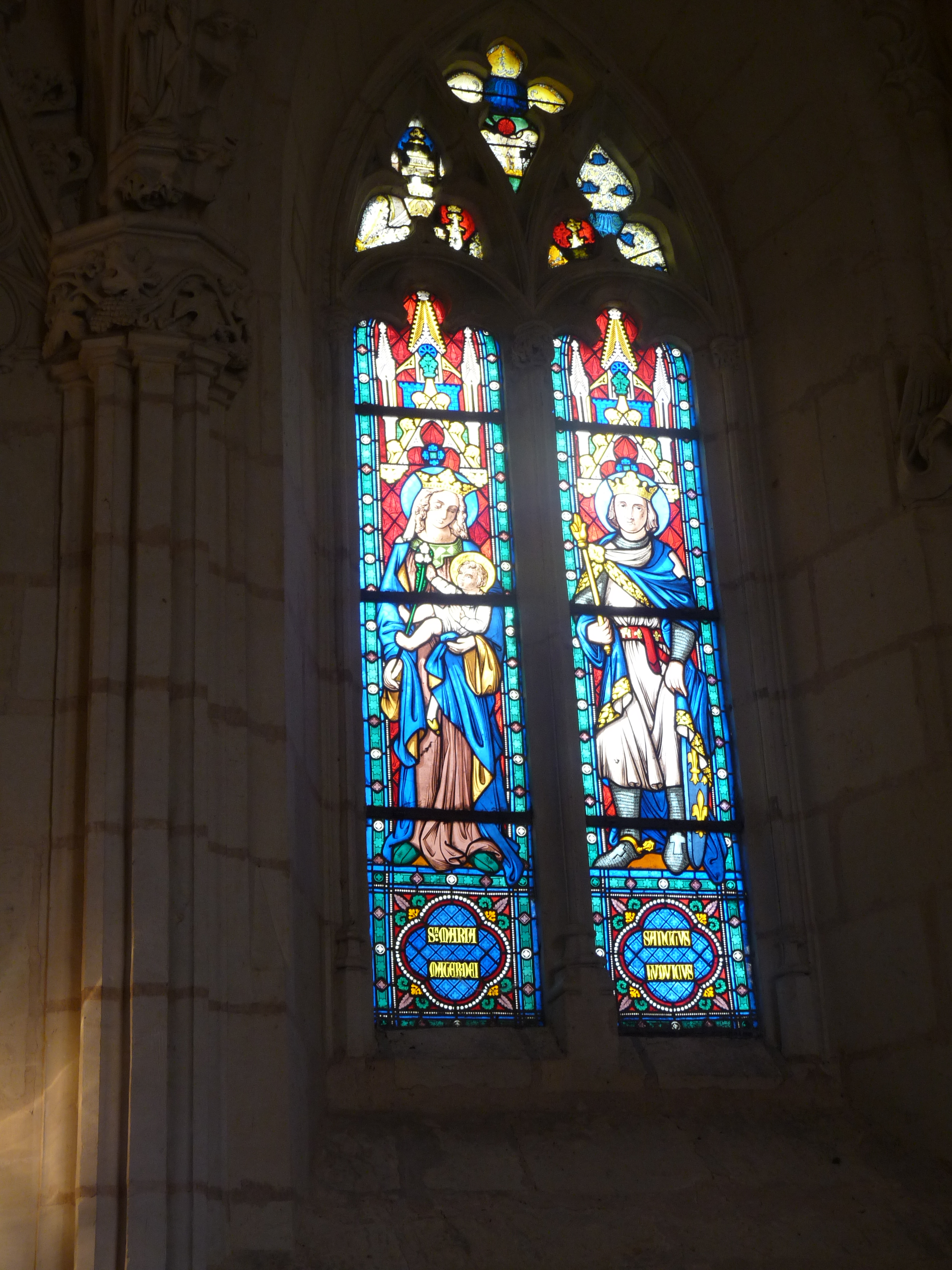
Vitraux de la chapelle.
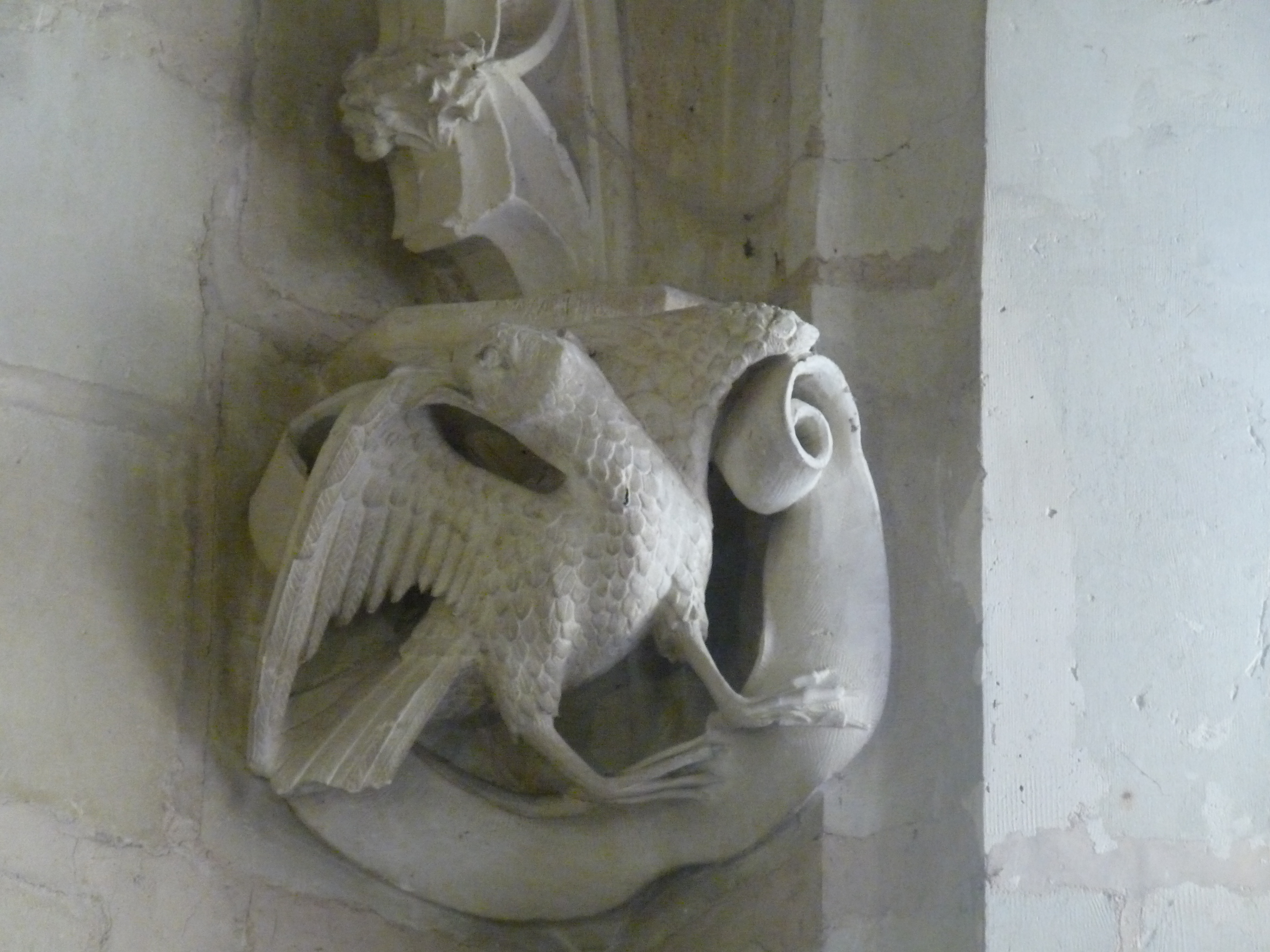
Détail d'une sculpture de la chapelle.